# Saint-Étienne-en-Dévoluy
Pour les articles homonymes, voir Saint-Étienne (homonymie).
Saint-Étienne-en-Dévoluy est une ancienne commune française, située dans le département des Hautes-Alpes en région Provence-Alpes-Côte d'Azur.
Le 1er janvier 2013, les quatre communes du canton de Saint-Étienne-en-Dévoluy, : Saint-Étienne-en-Dévoluy, Agnières-en-Dévoluy, La Cluse et Saint-Disdier, ont fusionné pour former la commune nouvelle appelée Dévoluy.

## Géographie
Saint-Étienne-en-Dévoluy est situé dans le massif du Dévoluy.

## Économie
Agriculture - Important cheptel ovin.
Tourisme : les stations de sports d'hiver de SuperDévoluy et la partie est de La Joue du Loup.

## Toponymie
Le nom de la localité est attesté sous sa forme latine Sanctus Stephanus in Devologio au XIe siècle.
Sant Estiene en occitan. 
La paroisse primitive et ses habitants furent placées sous la protection du saint éponyme. 
Dévoluy : du nom du massif éponyme.
Dévoluy provient du verbe dévaler, évoquant les champs d'éboulis et les ravinements des torrents avec un adage un brin moqueur, « on ne sait pas ce qu'ils sèment, mais chaque année ils récoltent des pierres », qui donne l'image du paysage minérale du Dévoluy.

## Histoire
Le 1er janvier 2013, les quatre communes du canton de Saint-Étienne-en-Dévoluy, Saint-Étienne-en-Dévoluy, Agnières-en-Dévoluy, La Cluse et Saint-Disdier fusionnent pour constituer une nouvelle commune nommée « Dévoluy »,. Saint-Étienne-en-Dévoluy devient une commune déléguée conformément au régime juridiques des communes nouvelles instauré par la loi no 2010-1563 du 16 décembre 2010 de réforme des collectivités territoriales, ainsi que le chef-lieu de la commune nouvelle. Après les élections municipales de mars 2014, une décision du conseil municipal du 17 avril suivant entérine la suppression des quatre communes déléguées. Désormais, l'ancienne commune est une localité et le chef-lieu de Dévoluy.

## Politique et administration
| Période     | Période       | Identité           | Étiquette | Qualité            |
| ----------- | ------------- | ------------------ | --------- | ------------------ |
| 8 mars 1964 | ?             | Jean Grandmont     |           | Conseiller général |
| avant 1988  | ?             | Augustin Altiéri   |           |                    |
| mars 2001   | décembre 2012 | Jean-Marie Bernard | UMP       | Conseiller général |

## Population et société

### Démographie
L'évolution du nombre d'habitants est connue à travers les recensements de la population effectués dans la commune depuis 1793. À partir du 1er janvier 2009, les populations légales des communes sont publiées annuellement dans le cadre d'un recensement qui repose désormais sur une collecte d'information annuelle, concernant successivement tous les territoires communaux au cours d'une période de cinq ans. 
Pour les communes de moins de 10 000 habitants, une enquête de recensement portant sur toute la population est réalisée tous les cinq ans, les populations légales des années intermédiaires étant quant à elles estimées par interpolation ou extrapolation. Pour la commune, le premier recensement exhaustif entrant dans le cadre du nouveau dispositif a été réalisé en 2004,.
En 2014, la commune comptait 532 habitants, en évolution de −6,01 % par rapport à 2009 (Hautes-Alpes : +2,98 %, France hors Mayotte : +2,49 %).
| 1793 | 1800 | 1806 | 1821 | 1831 | 1836 | 1841 | 1846 | 1851 |
| ---- | ---- | ---- | ---- | ---- | ---- | ---- | ---- | ---- |
| 765  | 766  | 746  | 841  | 765  | 765  | 730  | 724  | 742  |

| 1856 | 1861 | 1866 | 1872 | 1876 | 1881 | 1886 | 1891 | 1896 |
| ---- | ---- | ---- | ---- | ---- | ---- | ---- | ---- | ---- |
| 779  | 790  | 753  | 729  | 753  | 750  | 730  | 730  | 749  |

| 1901 | 1906 | 1911 | 1921 | 1926 | 1931 | 1936 | 1946 | 1954 |
| ---- | ---- | ---- | ---- | ---- | ---- | ---- | ---- | ---- |
| 732  | 715  | 630  | 558  | 529  | 503  | 455  | 510  | 398  |

| 1962 | 1968 | 1975 | 1982 | 1990 | 1999 | 2004 | 2009 | 2014 |
| ---- | ---- | ---- | ---- | ---- | ---- | ---- | ---- | ---- |
| 385  | 417  | 471  | 527  | 538  | 538  | 536  | 566  | 532  |

## Lieux et monuments
- Le plateau et le pic de Bure, qui culmine à 2 709 m. Il abrite le site de radiotélescopes du plateau et son interféromètre.
- Le col du Noyer.
- Les Étroits, défilé de la rivière Souloise, site d'une importante via ferrata.
- Le col de Rabou.
- Dans le hameau du Pré :
  - Le four banal
  - La chapelle Sainte-Anne (construite vers 1740)
- Dans le hameau de l'Enclus :
  - La chapelle Saint-Laurent et Saint-André (une chapelle existait déjà en 1785, l'édifice actuel date de 1828)
- Dans le hameau de Truziaud :
  - La chapelle Saint-Joseph
- Dans le hameau du Fourniel :
  - Le poste de montagne « Capitaine de Cacqueray-Valmenier » (nommé en hommage au capitaine Xavier de Cacqueray-Valménier (1928-1958)) du 4e régiment de chasseurs de Gap
- Dans le hameau de Giers-le-Courtil :
  - La chapelle Saint-Pierre-aux-Liens
- Dans le hameau de Rioupes :
  - La chapelle Saint-Grégoire

## Personnalités liées à la commune
- Émile Marintabouret (1889-1948), homme politique français.
- André Kauffer (1893-1977), artiste
- Raymond Leininger (1911-2003), alpiniste, dirigea le centre Jeunesse et Montagne « De la Herverie » dans le village d'août 1942 à 1944
- Louis Poumier (1922-2002), polytechnicien (X 1942). C'est à l'occasion de la création de Superdévoluy qu'il créa le concept de « multipropriété » (marque déposée des Grands travaux de Marseille, promoteurs de la station), plus proprement appelé immobilier à temps partagé[11].
- René Desmaison (1930-2007), célèbre alpiniste. En septembre 1961, accompagné d'André Bertrand et de Yves Pollet-Villard, il effectue la première ascension du pilier oriental du pic de Bure, dans le massif du Dévoluy. Cette ascension est présentée à l'époque comme « l'escalade la plus difficile des massifs calcaires des Alpes françaises » ; cotée TD+ (très difficile supérieur), elle reste aujourd'hui une entreprise sérieuse et emblématique du massif. Décédé en 2007, ses cendres ont été dispersées dans le cimetière de la Mère église. Une sculpture à son effigie a été inaugurée le 1er août 2008 à SuperDévoluy. Cette œuvre de Livio Benedetti fait face au pic de Bure.
- Laurent Artufel, né en 1977, célèbre auteur et acteur, vécu de 1982 à 1985 dans le village.

## Héraldique
| Blason de Saint-Étienne-en-Dévoluy | Blason  | D'azur à deux palmes d'or en sautoir, à une pierre d'argent brochant sur le tout, à la champagne denchée du même. |
| Blason de Saint-Étienne-en-Dévoluy | Détails | Le statut officiel du blason reste à déterminer.                                                                  |

## Galerie

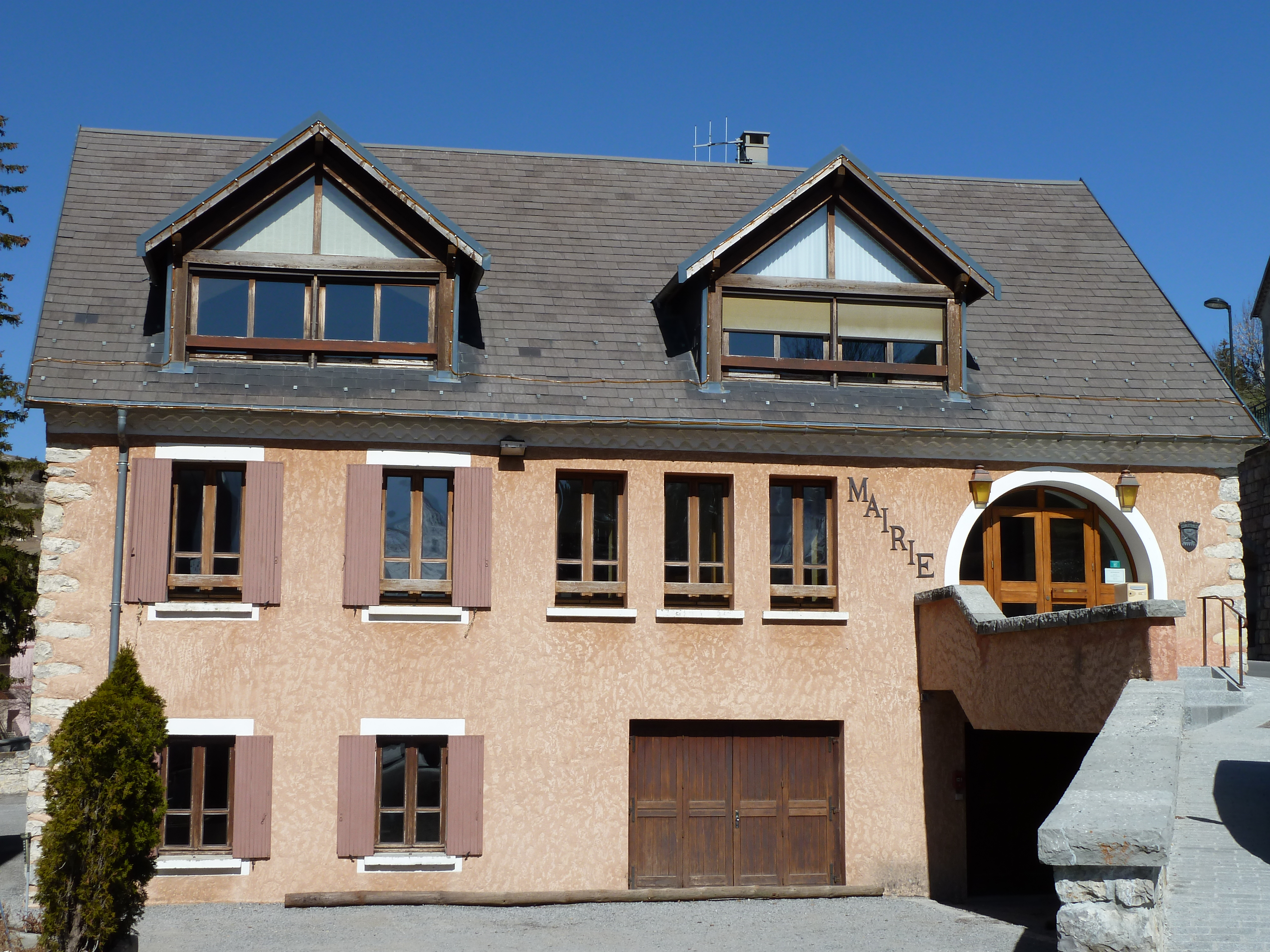
La mairie
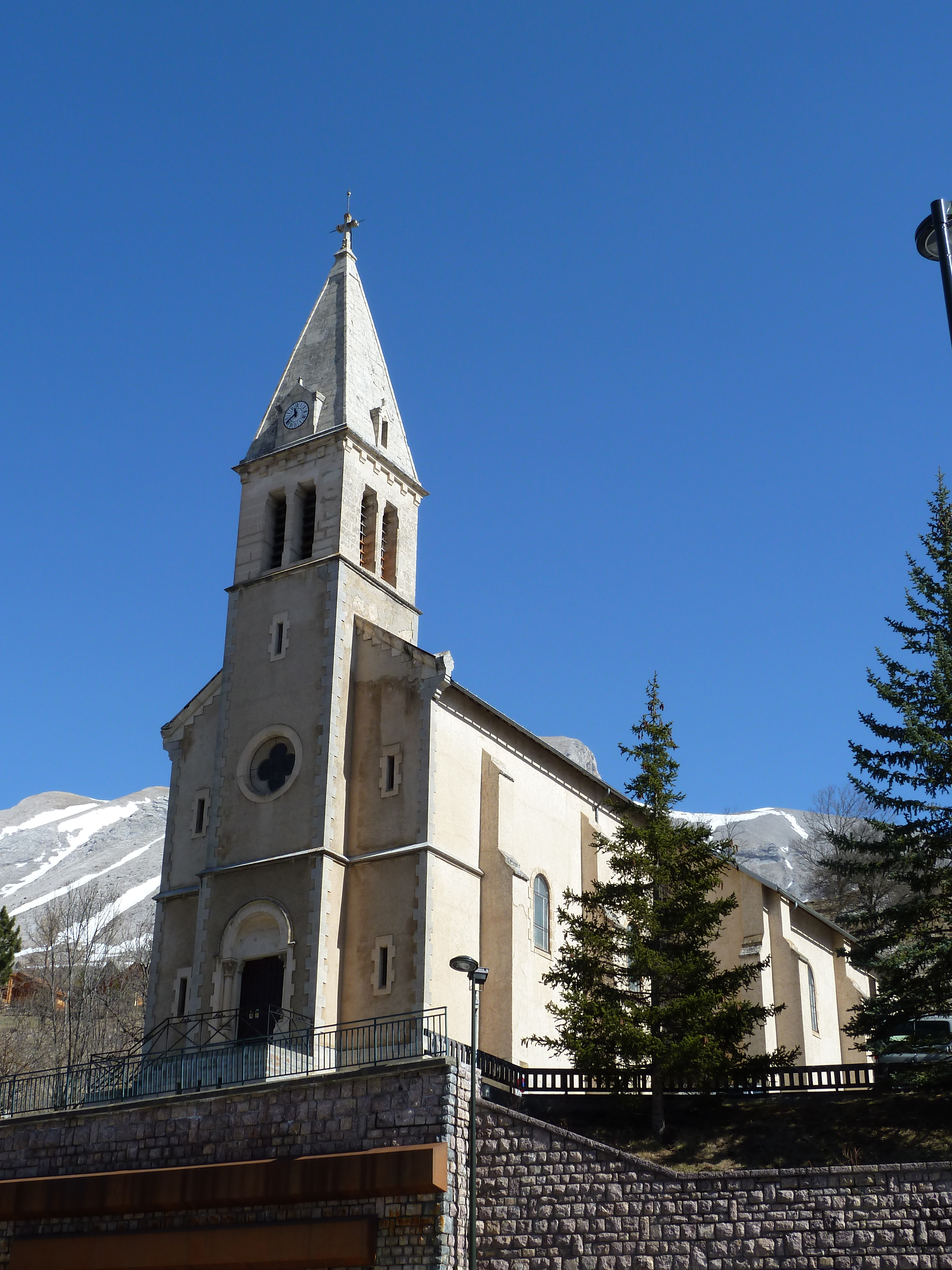
L'église Saint-Étienne
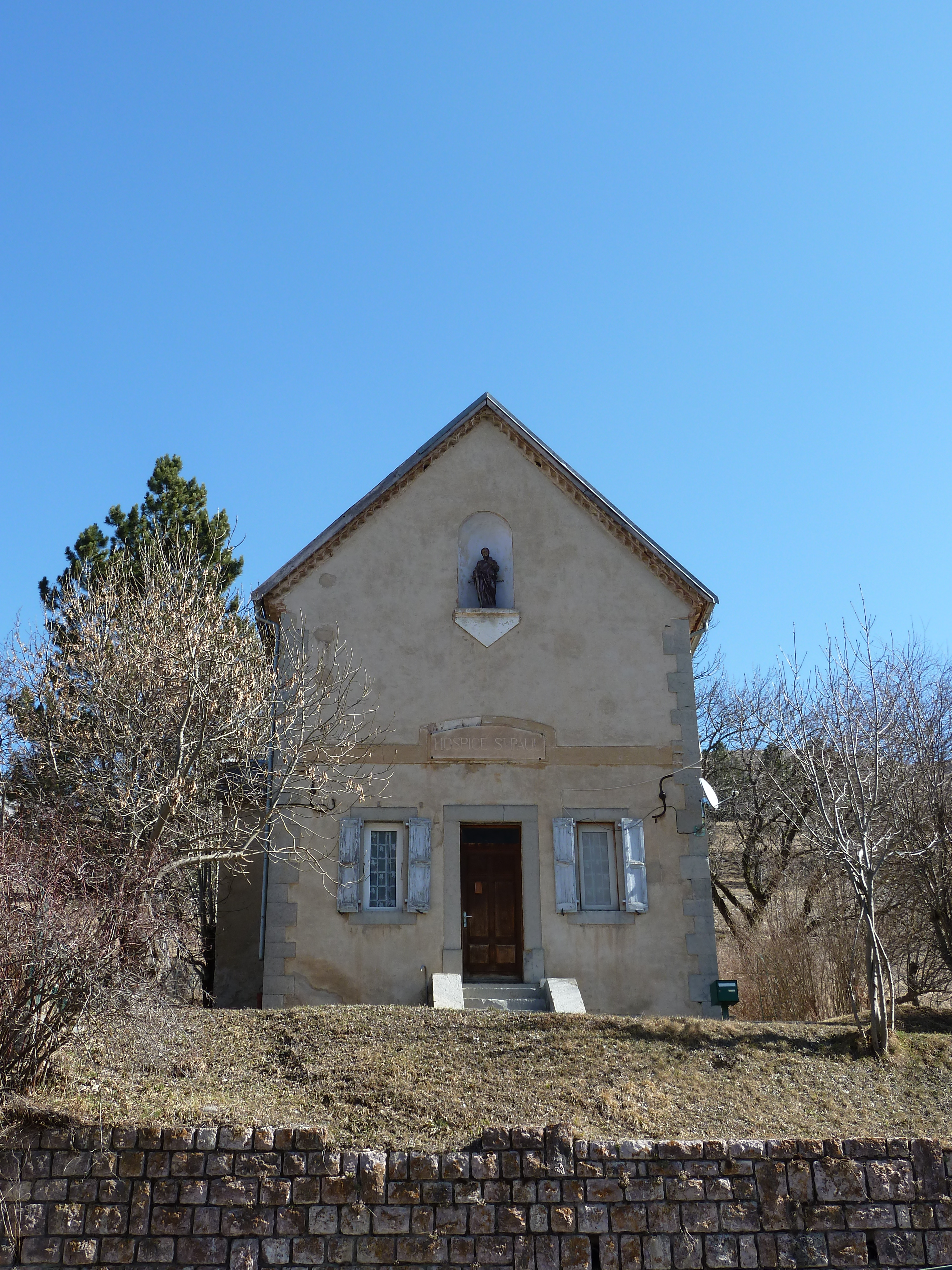
L'hospice Saint-Paul
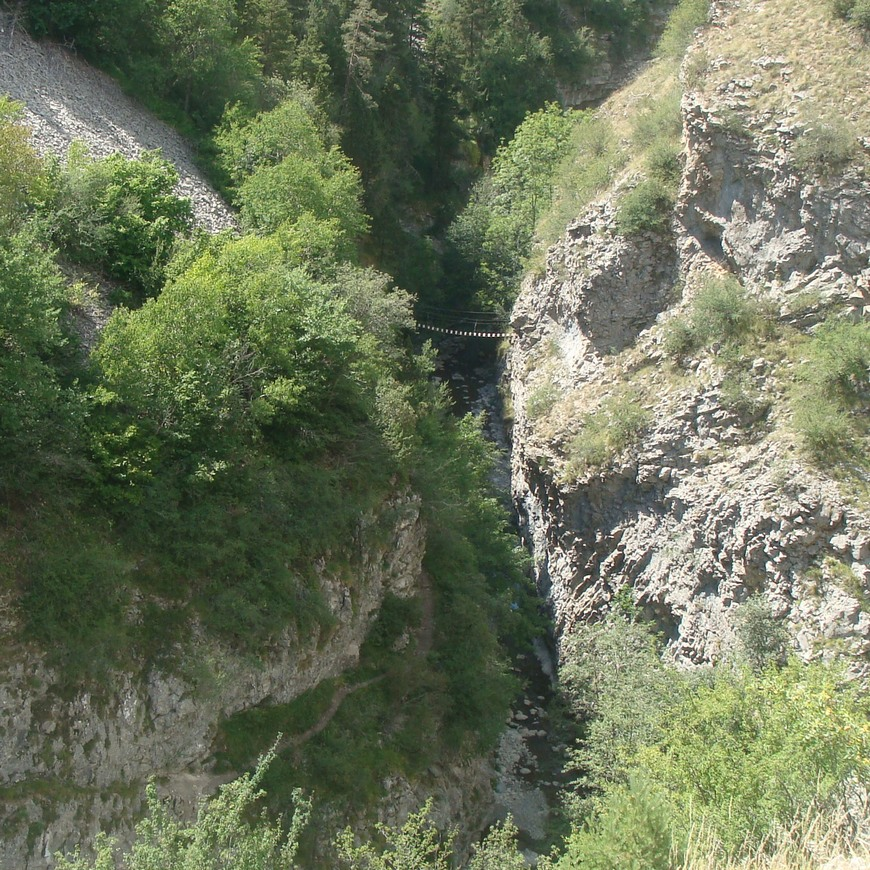
Les Étroits